# Isabel Morant Deusa
Isabel Morant Deusa (Almoines, 1947) es una feminista, historiadora, escritora y catedrática universitaria española.

## Biografía
Cursó los estudios de Magisterio primero, e Historia después, en la Universidad de Valencia (UV), donde se doctoró en Geografía e Historia y ha sido profesora de Historia y vicerrectora (1984-1990). En la actualidad (2016) ocupa la cátedra de Historia Moderna en la misma universidad en la que es miembro del Institut Universitari d'Estudis de la Dona.
Vinculada al feminismo y activa en la oposición al franquismo, es autora de diversos libros donde aborda la historia de las mujeres y cuestiones de género. Entre sus trabajos se encuentra la coordinación de la colección Historia de las mujeres en España y América Latina (2005), editado por Cátedra y de la que Morant Deusa es autora de los volúmenes tercero (Del siglo XIX a los umbrales del XX) y cuarto (Del siglo XX a los umbrales del XXI); también lo es de Amor, matrimonio y familia: la construcción histórica de la familia moderna (1998) y Discursos de la vida buena: matrimonio, mujer y sexualidad en la literatura humanista (2002), entre otros y dirige la Colección Feminismos de la editorial Cátedra. Miembro del Consejo Valenciano de Cultura entre 2004 y 2011, en 2007 fue galardonada con el primer 'Premio Fundación Española para la Ciencia y la Tecnología (FECYT) a la Promoción de la Igualdad en el Conocimiento' «por su dilatada labor académica a favor de los estudios feministas, que ha contribuido a establecer las bases científicas del pensamiento feminista y que hace de ella una figura de referencia en el panorama internacional».